# 内貴清兵衛
内貴 清兵衛（ないき せいべえ、1878年（明治11年） - 1955年（昭和30年））は日本の実業家、文化人。日本新薬の創設者、島津製作所・日本電池・京都織物などの役員を歴任、北大路魯山人等のパトロン。元京都市長・内貴甚三郎の長男。洛北や城南に広大な土地を保有した。
田中源太郎、中井三郎兵衛らとともに「京都四天王」とよばれた。

## 略歴
1878年（明治11年）、京都市初代市長で実業家の内貴甚三郎の長男として生まれる。和仏法律学校(現法政大学)を卒業後、実家の呉服問屋『銭清』を継ぐ。
1919年（大正8年）に市野瀬潜と共に日本新薬を創設する。また、島津製作所・日本電池など多くの企業で役員を務める。
1928年（昭和3年）から1934年（昭和9年）、1936年（昭和11年）から1941年（昭和16年）まで、財団法人立命館の協議員を務めた。
1955年（昭和30年）に死去、77歳。

## 人物
文化人としても知られており、北大路魯山人、村上華岳、冨田溪仙、小松均など多くの芸術家の支援を行った。

## 講述書
- 『金解禁問題の真髄』（国粋之日本社、1929）

## 参考
- デジタル版 日本人名大辞典+Plus
- 都の人列伝
- 竹田道太郎『大正の日本画-現代美の源流を探る』朝日新聞社、1977年。
- 『日本美術全集 第22巻』講談社、1992年。
- 小松正衛『北大路魯山人』保育社、1995年。